# Héctor Blotto
Hector Blotto (fl. XX secolo) è stato un calciatore argentino, di ruolo difensore.

## Carriera
Difensore argentino componente della vittoriosa spedizione nella Coppa America del 1937.

## Palmarès

### Nazionale
- Coppa America: 1

1937